# Croats Junts
Croats Junts (croat Hrvatsko Zajedništvo) fou una aliança electoral de Bòsnia i Hercegovina encapçalada per la Unió Democràtica Croata 1990 a les eleccions generals de Bòsnia i Hercegovina de 2006. Va obtenir dos escons a la Cambra de Representants de Bòsnia i Hercegovina.